# Mapamundi de Ptolomeo

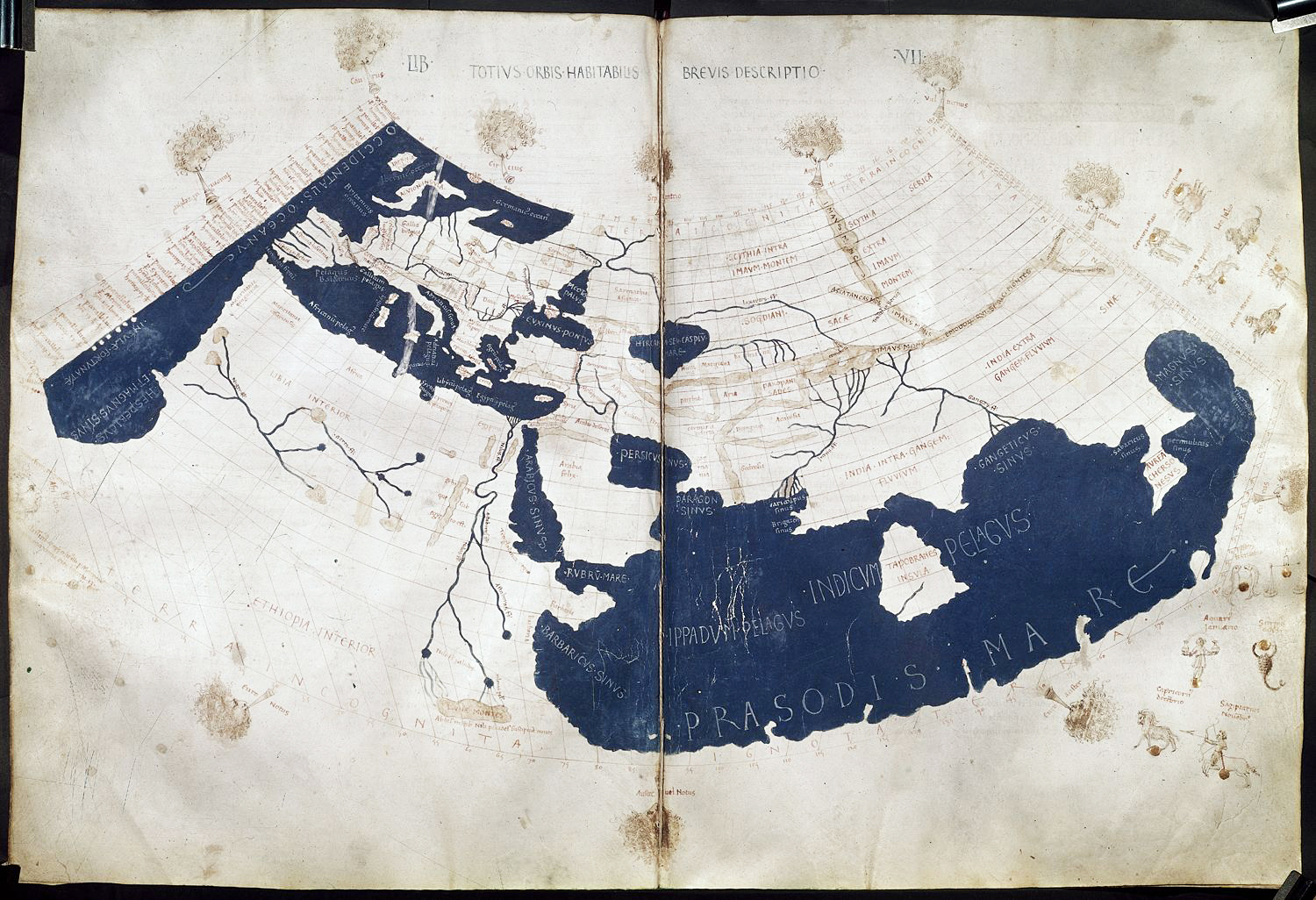
Mapamundi de Ptolomeo, reconstituido a partir de la Geografía de Ptolomeo (c. 150) en el, que indica a «Sinae» (China) en el extremo derecho, más allá de la isla de «Taprobane» (Ceilán o Sri Lanka, de gran tamaño) y el «Aurea Chersonesus» (península del sudeste asiático).

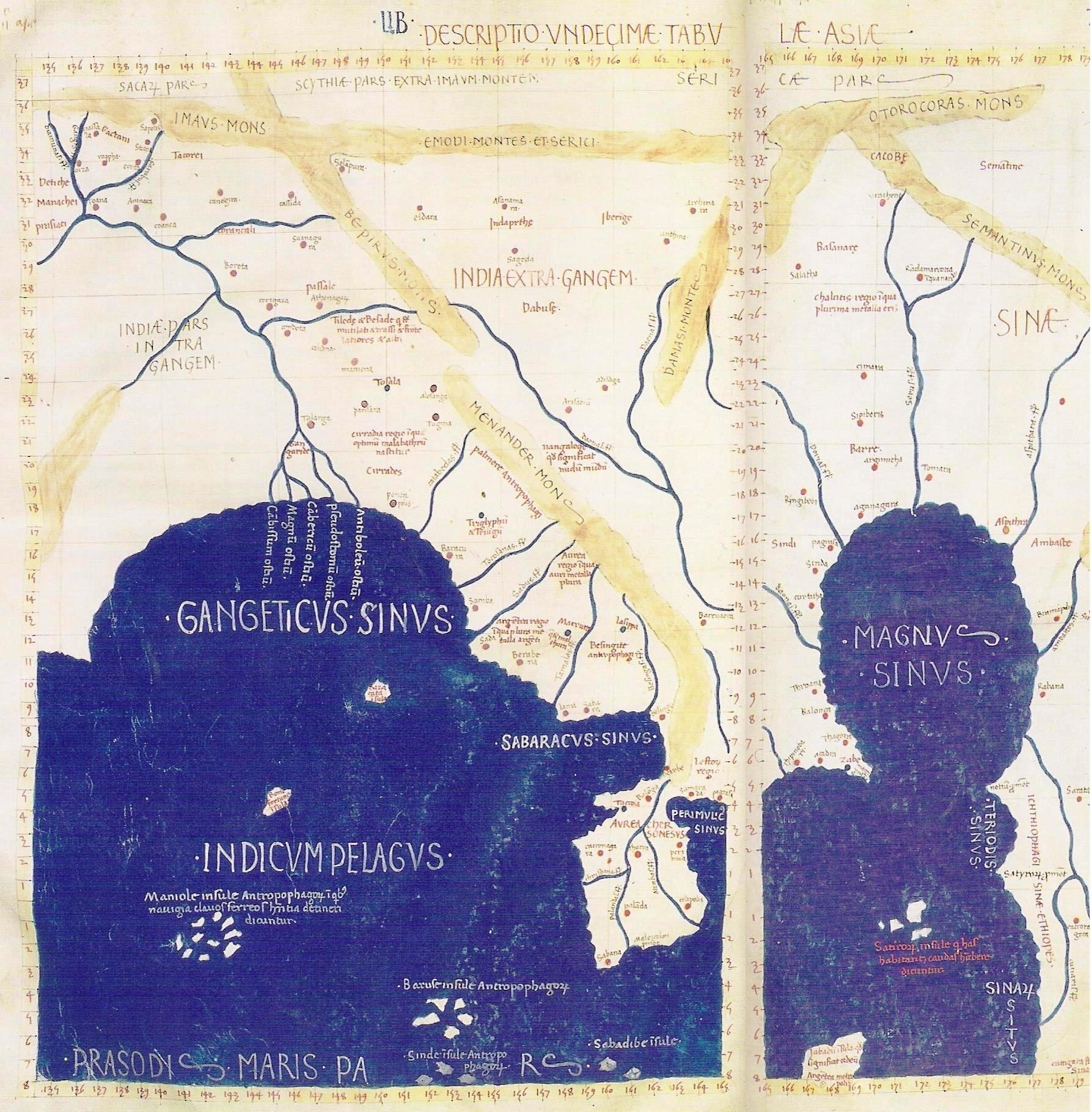
Detalle de Asia oriental y sudoriental en el mapamundi de Ptolomeo. Golfo del Ganges (bahía de Bengala) a la izquierda, península del sudeste asiático en el centro, mar de la China Meridional a la derecha, con «Sinae» (China).

El mapamundi de Ptolomeo es un mapa del mundo conocido por la sociedad grecorromana en el siglo II. Se basa en la descripción contenida en el libro Geografía de Ptolomeo, escrito c. 150. Basado en una inscripción en varios de los primeros manuscritos que se conservan, tradicionalmente se le atribuye a Agatodemon.
La obra de Ptolomeo es la más antigua que se conserva y que utiliza observaciones astronómicas para determinar la latitud y longitud de lugares, insertándolas así en una cuadrícula geográfica, un método que el astrónomo griego había heredado de sus predecesores helenísticos Eratóstenes de Cirene e Hiparco de Nicea, cuyas obras originales lamentablemente se han perdido.
Las características notables del mapa de Ptolomeo son el primer uso de líneas longitudinales y latitudinales, así como la especificación de ubicaciones terrestres mediante observaciones de cuerpos celestes. La Geografía fue traducida del griego al árabe en el siglo IX y desempeñó un papel importante en la obra de al-Juarismi antes de caer en el olvido. Sin embargo, en el siglo XV fue traducida al latín y su idea de un sistema de coordenadas global revolucionó el pensamiento geográfico europeo, inspirando un tratamiento más matemático de la cartografía.
El trabajo de Ptolomeo probablemente aparecía originalmente con mapas, pero no se ha descubierto ninguno. No obstante, la forma actual del mapa fue reconstruida a partir de las coordenadas de Ptolomeo por monjes bizantinos bajo la dirección de Maximus Planudes poco después de 1295. Probablemente no era la del texto original, ya que utiliza la menos favorecida de las dos proyecciones alternativas ofrecidas por Ptolomeo.

## Continentes
Los continentes son nombrados como Europa, Asia y Libia (África). El océano mundial solo se ve hacia el oeste. El mapa distingue dos grandes mares cerrados: el Mediterráneo y el Índico (Indicum Pelagus). Debido a la medida errónea de Marino y Ptolomeo de la circunferencia de la tierra, se hace que la primera se extienda demasiado lejos en términos de grados de arco; y debido a su dependencia de las estimaciones de Hiparco, encerraron erróneamente a este último con una costa este y sur de tierras desconocidas, lo que impide que el mapa identifique la costa occidental del océano mundial.
India está limitada por los ríos Indo y Ganges, pero su península está mucho más acortada. En cambio, Ceilán (Taprobane) se amplía enormemente. La península malaya se da a conocer como Aurea Chersonesus o «península dorada» en lugar de la anterior «Isla Dorada», que deriva de los relatos indios de las minas de Sumatra. Más allá de la península dorada, el Gran Golfo (Magnus Sinus) forma una combinación entre el golfo de Tailandia y el mar de la China Meridional, que está limitado por las tierras desconocidas que se cree que encierran el mar de la India. China está dividida en dos reinos, el Qin (Sinae) y la Tierra de la Seda (Serica), debido a las diferentes versiones recibidas de las Rutas de la Seda terrestres y marítimas.
La Geografía y el mapa derivado de ella probablemente jugaron un papel importante en la expansión del Imperio romano hacia Oriente. El comercio en todo el Océano Índico fue extenso desde el siglo II, y se han identificado muchos puertos comerciales romanos en la India. Desde estos puertos, las embajadas romanas en China se registran en fuentes históricas chinas de alrededor de 166.
El historiador danés Gudmund Schütte intentó reconstruir la parte danesa del mapa del mundo de Ptolomeo. Incluye varios nombres de lugares y tribus, algunos de los cuales Schütte asignó un equivalente contemporáneo. La característica más destacada del mapa es la península de Jutlandia situada al norte del río Albis Trêva, al oeste del archipiélago de Saxonôn Nesôi, al este de Skandiai Nêsoi, que a su vez se encuentra al oeste de una isla más grande, Skandia. Skandia está habitada por los goutai en el centro y los firaesi (o phiraisoi, en griego) en el este.
Al norte de Jutlandia se encuentra un tercer archipiélago, las islas Alokiai (Alokiai Nêsoi). Al sur de los albis viven los lakkobardoi y al norte los saxones. La costa oeste de Jutlandia está habitada por los sigulônes, sabaliggio, kobandoi, eundusioi y kimbroi (posiblemente cimbros) más al norte. El centro y el este están poblados por los kimbrikê (posiblemente cimbros), chersonêsos y charudes.